# Sólyom László (jogász)
Sólyom László (Pécs, 1942. január 3. – Budapest, 2023. október 8.) magyar jogtudós, egyetemi tanár, a Magyar Tudományos Akadémia rendes tagja. 1989 és 1998 között az Alkotmánybíróság tagja, 1990 és 1998 között a testület első elnöke, 2005. augusztus 5. és 2010. augusztus 5. között a Magyar Köztársaság elnöke. Tudományos tevékenységében a személyhez fűződő jogok és az alkotmányos alapjogok neves kutatója. Munkássága jelentős a rendszerváltás utáni jogrend megerősítésében.[forrás?]

## Fiatalkora
Sólyom Ferenc és Lelkes Aranka fiaként született Pécsett. Édesapja első generációs értelmiségi, jogász volt, a Pénzügyigazgatóság főtanácsosaként dolgozott Sopronban, így fia is ebben a városban kezdte meg tanulmányait. Édesapját azonban később elbocsátották mint „osztályidegent”, ugyanis nem volt hajlandó belépni a pártba. Ezt követően a család visszaköltözött Pécsre, apja gépkocsi-segédvezetőként helyezkedett el, később pedig bérelszámolóként dolgozott.
Sólyom László középiskolai tanulmányait 1956-ban a korábbi pécsi főreálgimnáziumban, az akkor már Széchenyi István Gimnáziumban kezdte meg. A pécsi gimnazistákkal 1956. október 24-én a Széchenyi térre vonult tüntetni, amiről a következőt nyilatkozta: „Kincseim között őrzöm egy Rákosi-szobor darabját s egy vöröscsillagszilánkot a Nádor szálló tetejéről akkor ledobott csillagból.” Az 1960-ban kitűnő eredménnyel letett érettségi vizsgáját követően felvették a Janus Pannonius Tudományegyetem Jogtudományi Karára, ahol 1965-ben szerzett egyetemi diplomát.
Gimnáziumi és egyetemi tanulmányai mellett zeneiskolába is járt zongora szakon, Bánky József tanítványa volt. A kimerítő gyakorlás miatt azonban ínhüvelygyulladást kapott, ezért zongoraművészi ambíciójáról kénytelen volt lemondani. Egyetemista korában a Liszt kórusban is énekelt. Közben 1963 és 1965 között az Országos Széchényi Könyvtár könyvtárosi képzését is elvégezte. Mivel későbbi felesége Pesten tanult, így ő is a fővárosba költözött, és ott keresett állást. Diplomájának megszerzése után egy évig a kispesti bíróság fogalmazója volt.

## Tudományos pályafutása
Mádl Ferenc, az MTA Jogi Osztályának akkori titkára (akivel egykori tanára, Benedek Ferenc ismertette meg) győzte meg arról, hogy könyvtáros végzettségének a Gorkij könyvesboltban történő kamatoztatása helyett inkább maradjon a jogi pályán és 1966-ban felajánlott neki egy tanársegédi állást a jénai Friedrich Schiller Egyetemen, amit Sólyom el is fogadott. Jénában német polgári jogból doktorált, disszertációját 1969 márciusában védte meg. Ugyanebben az évben tért haza, itthon a Magyar Tudományos Akadémia Állam- és Jogtudományi Intézetében kapott tudományos kutatói állást Eörsi Gyula osztályában, valamint 1970 és 1975 között az Országgyűlési Könyvtárban is dolgozott, szintén tudományos kutatóként. 1983-ban távozott az Állam- és Jogtudományi Intézetből, amikor az Eötvös Loránd Tudományegyetem Jogtudományi Karánál (ma: ELTE Állam- és Jogtudományi Kar) kapott egyetemi tanári kinevezést a polgári jogi tanszékre. 1996-ban átment a Pázmány Péter Katolikus Egyetem Jog- és Államtudományi Karára, ahol tanszékvezetői kinevezést kapott egyetemi tanári beosztásban a magánjogi tanszékre. 2002-től az újonnan alakult Andrássy Gyula Budapesti Német Nyelvű Egyetem egyetemi tanáraként is dolgozott. 1999 és 2000 között a Kölni Egyetem vendégprofesszora volt. Több külföldi egyetemen tanult ösztöndíjjal (Berkeley, Köln, Frankfurt am Main, Hamburg).
1975-ben védte meg az állam- és jogtudományok kandidátusi, 1981-ben akadémiai doktori értekezését. Az MTA Állam- és Jogtudományi Bizottságának lett tagja. 2001-ben megválasztották a Magyar Tudományos Akadémia levelező, 2013-ban (köztársasági elnöki megbízatása után három évvel) rendes tagjává. 1994 és 2001 között a genfi Nemzetközi Jogászfórum tagja, valamint 1995 és 2001 között a Berlini Tudományos Kollégium (Wissenschaftskolleg zu Berlin) tanácsadó testületének tagja volt.
Kutatási területe: a polgári jogi felelősség története és jelenkori fejlődése, az összehasonlító polgári jog, ezen belül a személyhez fűződő jogok, illetve a személyiségi jogok kérdésköre. Civilisztikai/magánjogi kutatásain kívül alkotmányjogi kérdésekkel is foglalkozott. Nevéhez fűződnek az adatvédelem és az információszabadság magyar jogba történő bevezetésének alapjai. Emellett általános alapjogvédelmi kérdésekkel és az alkotmánybíráskodás területével foglalkozott. Fellépett az egészséges környezethez való jog erősítése érdekében a bárki által indítható, úgynevezett actio popularis perek bevezetéséért.

## Közéleti tevékenysége

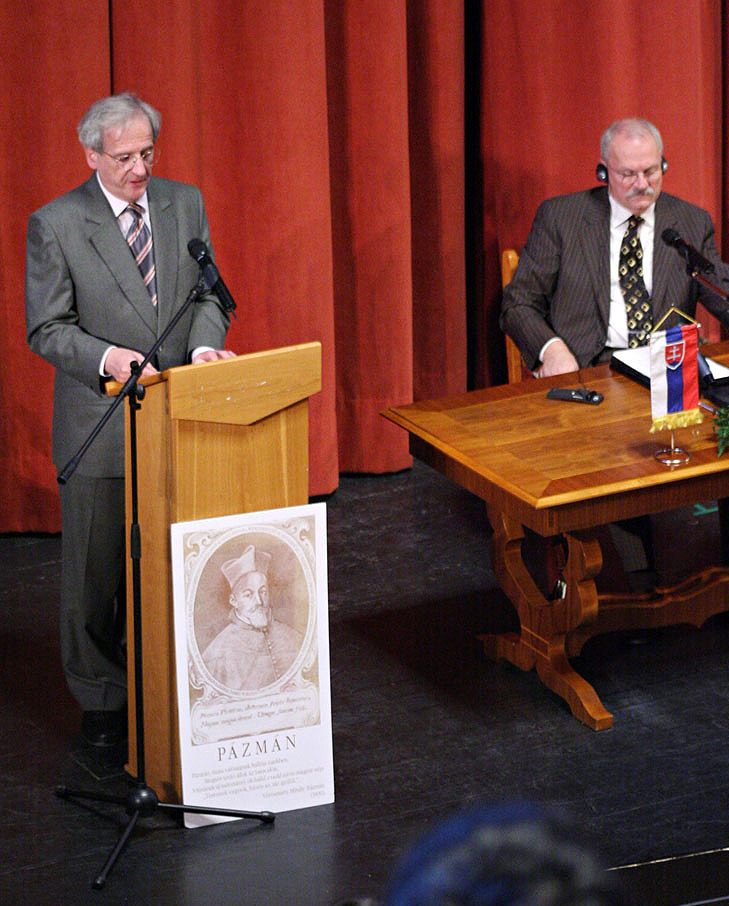
2006. november 17. Ivan Gašparovič (képen jobboldalt), a Szlovák Köztársaság elnöke látogatást tett a piliscsabai Pázmány Péter Katolikus Egyetemen, ahol párbeszédet folytatott Sólyom László (képen baloldalt) magyar államfővel

Az 1980-as évek elejétől a nem hivatalos környezetvédelmi mozgalmak jogi tanácsadója, 1984-től a Duna Kör résztvevője volt, így a bős–nagymarosi vízlépcső elleni megmozdulásokon is jelen volt. 1988 és 1989 között a Nyilvánosság Klub ügyvivője, 1989-ben a Független Jogász Fórum választmányi tagja volt, emellett a Márton Áron Társaságban is tevékenykedett.
Részt vett az 1987-es lakiteleki találkozón, ahol a Magyar Demokrata Fórum (MDF) egyik alapító tagja lett. 1989-ben megválasztották az addigra párttá alakult szervezet elnökségi tagjává. MDF-es minőségében az Ellenzéki Kerekasztal és a Nemzeti Kerekasztal tárgyalásainak állandó résztvevője és szakértője volt. Ebben az időszakban dolgozta ki az alkotmányreformmal kapcsolatos tételeit, többek között az adatvédelem és Alkotmánybíróság felépítésével kapcsolatban.

### Alkotmánybíróként
A Nemzeti Kerekasztal tárgyalásain létrehozott Alkotmánybíróság (AB) első öt tagja közé választották 1989-ben. Ekkor minden politikai és társadalmi tisztségéről lemondott és a Magyar Demokrata Fórumból is kilépett. Először ügyvezető elnökhelyettese volt, majd Kilényi Géza ellenében megválasztották az AB első elnökévé. Alkotmánybírói időszakában került sor a rendszerváltás számos törvényének alkotmányossági kontrolljára, amelyek meghatározták Magyarország jogrendszerét. Elnöksége alatt ítélték többek között alkotmányellenesnek a halálbüntetést (ahol Sólyom párhuzamos indokolása vált híressé), szilárdították meg a jogbiztonság elvét és erősítették meg az alkotmányos alapjogokat, ugyanakkor alkotmányellenesnek ítélték a Zétényi–Takács-féle igazságtételi törvényjavaslatot.
Alkotmánybírói mandátumának lejárta után egyetemi oktatói munkája mellett közéletileg továbbra is aktív maradt. A Védegylet nevű közéleti és környezetvédelmi szervezet vezetőségi tagja volt 2005-ig. Szerepet vállalt a Zengőre tervezett NATO-lokátorállomás felépítése elleni megmozdulásokon.

### Köztársasági elnöki pályafutása

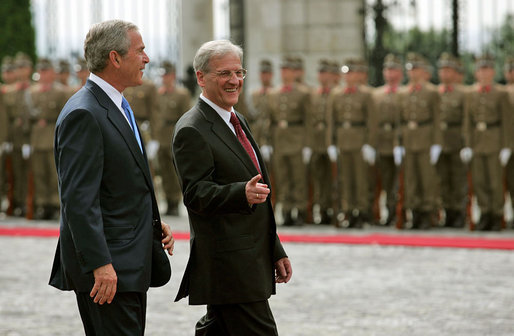
Sólyom László és George W. Bush, az Amerikai Egyesült Államok akkori elnöke (2006)

Miután Mádl Ferenc akkori köztársasági elnök 2005-ben jelezte, hogy nem vállal el még egy elnöki ciklust, a Védegylet nyílt levélben arra kérte a pártokat, hogy Sólyom Lászlót jelöljék utódjának. A szervezet felhívását előbb több (különböző világnézetű) értelmiségi (például Eörsi István, Jankovics Marcell) támogatta aláírásával, később az MDF és a Fidesz hivatalosan is megnevezték Sólyom Lászlót köztársaságielnök-jelöltjüknek. Ellenfele Szili Katalin, az Országgyűlés elnöke volt, akit a Magyar Szocialista Párt jelölt. Az akkori másik kormánypárt, a Szabad Demokraták Szövetsége egyik jelöltet sem támogatta, a harmadik fordulóban három képviselője azonban Szilire szavazott.
Az országgyűlési szavazásra 2005. június 6-án, illetve június 7-én került sor. A szavazások során az első fordulóban Sólyom mindössze tizenhárom szavazatot kapott, mivel az őt jelölő Fidesz képviselői három kivételtől eltekintve nem szavaztak, amit a szocialisták közti megosztottság leleplezésével indokoltak. Sólyom a döntő harmadik fordulóban 185:182 szavazataránnyal nyert, ahol elegendő volt az egyszerű többség is az első két fordulóban megkívánt kétharmados többséggel szemben. Még aznap letette hivatali esküjét. Hivatalos beiktatása 2005. augusztus 5-én volt.
Sólyom a szavazási eljárás alatt mindvégig független jelöltnek tartotta magát. Beiktatási beszédében külön meg is köszönte az őt támogató pártoknak, hogy „függetlenségét mindvégig meghagyták”.

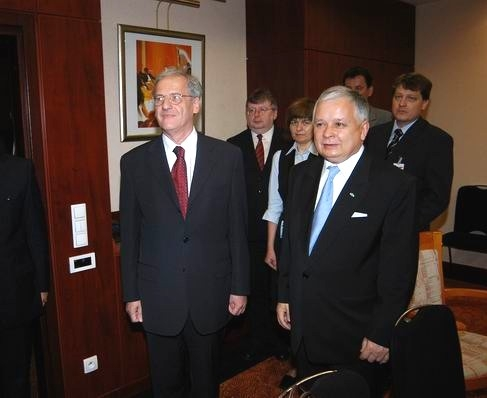
Sólyom László és Lech Kaczyński néhai lengyel köztársasági elnök

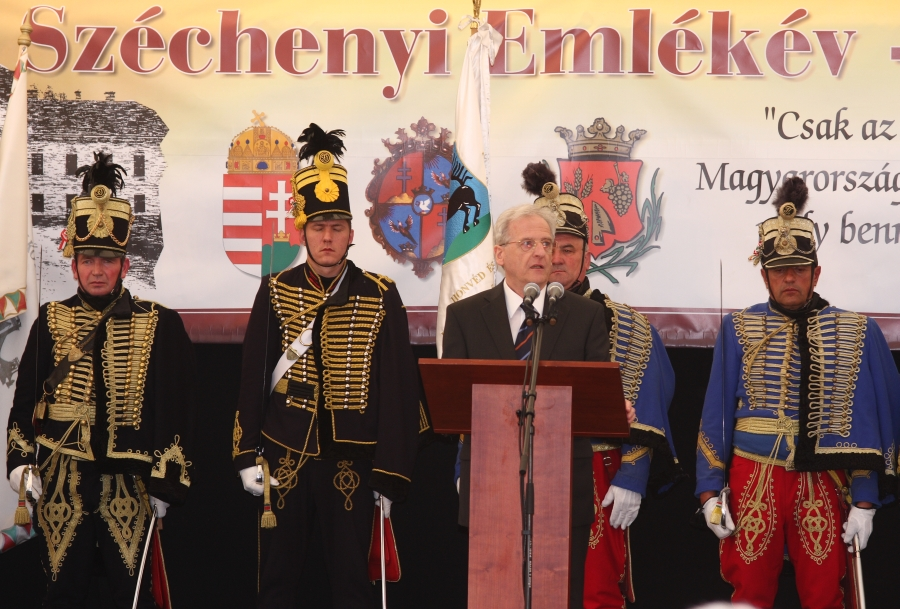
Sólyom László a Széchenyi Emlékév rendezvényén Nagycenken (2010)

Sólyom ciklusa elején kijelentette, hogy visszafogott elnök szeretne lenni, de nem hajlandó szakmai kérdéseket politikai kérdésként felfogni, emiatt nem kíván konzultálni a pártokkal a választások időpontjáról, illetve az általa jelölendő személyekről. Az akkoriban szokatlan felfogása miatt több kritika érte, elsősorban akkor, amikor több jelöltjét nem választotta meg az Országgyűlés. A 2006 őszi tiltakozásokkal és zavargásokkal kapcsolatban tett kijelentései és felszólalásai, miszerint erkölcsi megtisztulásra volna szükség, valamint a „magyar politikai elittől” való erős függetlenedési szándéka helyenként éles kritikákat is kiváltott.
Közéleti vitát kavart a Die Welt című német napilapnak adott 2007. július 4-ei interjúja, ahol 1956-os szerepére hivatkozva Sólyom visszautasította Gyurcsány Ferenc kormányfő javaslatát, hogy 75. születésnapja alkalmából a legmagasabb állami kitüntetést, a Magyar Köztársasági Érdemrend nagykeresztje polgári tagozatát adományozza Horn Gyula volt miniszterelnöknek.
Köztársasági elnöki tisztsége alatt több törvényt küldött az Alkotmánybíróságnak előzetes normakontrollra, illetve küldött vissza megfontolásra az Országgyűlésnek, így többek között az állami vagyonról szóló törvényt (ahol az azóta megszűnt Nemzeti Vagyongazdálkodási Tanács tagjainak jogi helyzetét kifogásolta), az egészségbiztosítási pénztárakról és a kötelező egészségbiztosítás természetbeni ellátási igénybevételének rendjéről szóló törvényt és az új polgári törvénykönyvet. 2008-ban felkérésére több neves közéleti személyiség Bölcsek Tanácsa néven a korrupció visszaszorítására és az oktatás fejlesztésére testületet alkotott, amely ajánlásokat tett közzé 2010-ben Szárny és Teher címen.
A köztársasági elnök több nyilatkozatában és beszédében is kijelentette, hogy addig nem utazik az Amerikai Egyesült Államokba, amíg a magyar állampolgároktól az amerikai hatóságok ujjlenyomatot vesznek.
A 2009. március-áprilisi kormányválság alatt Sólyom többször is kijelentette, hogy véleménye szerint a kérdés legjobb megoldása az előrehozott választás lenne.
2009. augusztus 21-én a szlovák hatóságok biztonsági kockázatokra hivatkozva megtagadták a közadakozásból állított új Szent István-szobor avatására Révkomáromba érkezett Sólyomtól a Szlovákia területére történő belépést. Erről diplomáciai jegyzéket nyújtottak be a pozsonyi magyar nagykövetségen.
2010. május 3-án, az országgyűlési választásokat követően 11 értelmiségi (Karátson Gábor, Kopp Mária, Lányi András, Majtényi László, Makovecz Imre, Mellár Tamás, Schneller István, Szabó Gellért, Tölgyessy Péter, Vida Gábor, id. Zlinszky János) nyílt levélben fordult a leendő parlamenti képviselőkhöz, melyben Sólyom újabb ciklusra való megválasztását szorgalmazták. A levélhez kapcsolódva, az abban foglaltak támogatására aláírásgyűjtés is indult. 2010. június 23-án Orbán Viktor, a Fidesz elnöke Sólyom helyett Schmitt Pált, az Országgyűlés elnökét javasolta a Fidesznek köztársasági elnöknek. 2010. június 29-én, az Országgyűlés 263 szavazattal választotta meg Schmittet, aki Sólyom hivatalát augusztus 6-án vette át.

## Családja
1966-ban nősült, felesége Nagy Erzsébet (1944–2015) magyar–pszichológia szakos tanár. Felesége 2015 februárjában elhunyt. Házasságukból egy fiúgyermekük (Sólyom Benedek) és egy leánygyermekük (Sólyom Beáta) született. Tizenegy unoka nagyapja.

## Halála és temetése

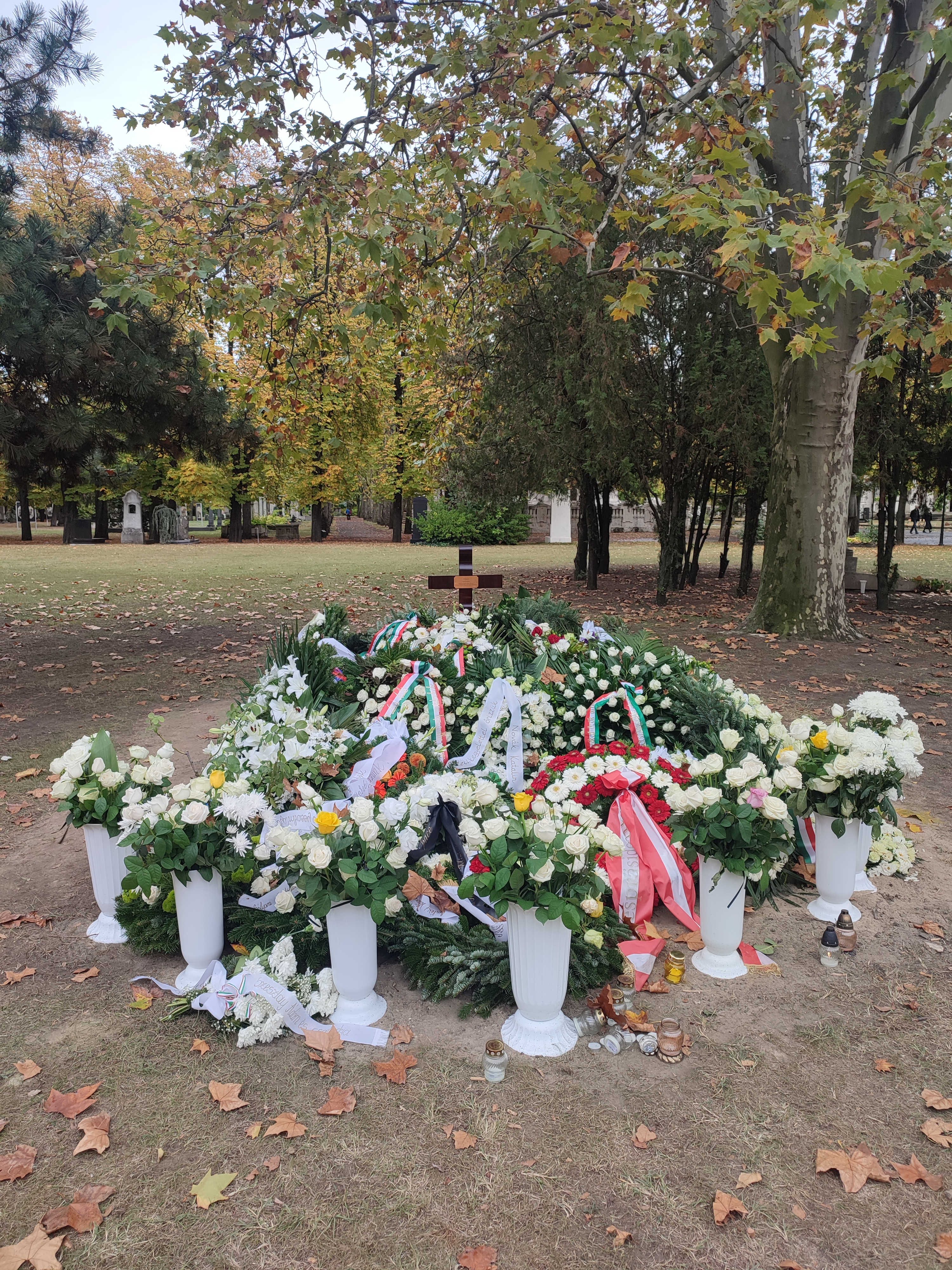
Sólyom László sírja három nappal a temetése után

Hosszú betegség után hunyt el 2023. október 8-án, 81 éves korában.  2023. október 18-án római katolikus szertartás szerint helyezték örök nyugalomra a Fiumei úti sírkertben.

## Díjai, elismerései
- Alexander von Humboldt-díj (1998)
- Német Szövetségi Köztársaság Érdemrendjének csillaggal ékesített nagy érdemkeresztje (1998)
- A Magyar Köztársasági Érdemrend nagykeresztje (1999)
- a Kölni Egyetem díszdoktora (1999)
- Nagy Imre-érdemrend (2003)
- A Magyar Köztársasági Érdemrend nagykeresztje a lánccal (2005) „Magyarország köztársasági elnöke a Magyar Szent István Rend és a Magyar Érdemrend nagykereszt a nyaklánccal és az arany sugaras csillaggal fokozatának kitüntetettje.”[27]
- A Frankfurti Egyetem díszdoktora (2006)
- Szent Márton-díj (2010)[28]
- Justitia Regnorum Fundamentum díj (2011)
- Magyar Szabadságért díj (2013)

## Főbb publikációi

### Könyvek, monográfiák
- Internationale Konferenz über Rechtsfragen der internationalen Wirtschaftsbeziehungen. Budapest, 16-18. November 1971; szerk. Sólyom László; MTA KESZ, Bp., 1972
- A polgári jogi felelősség hanyatlása; Akadémiai, Bp., 1977
- Környezetvédelem és polgári jog; Akadémiai, Bp., 1980 (Jogtudományi Értekezések) ISBN 9630523418
- The decline of civil law liability (A polgári jogi felelősség hanyatlása); angolra ford. Decsényi József; Sijthoff and Noordhoff–Akadémiai, Aan den Rijn–Rockville–Bp., 1980
- A személyiségi jogok elmélete; Közgazdasági és Jogi, Bp., 1983
- Die Persönlichkeitsrechte. Eine vergleichend-historische Studie über ihre Grundlagen; Akadémiai–Carl Heymanns, Bp.–Köln, 1984
- A Zöld Hullám. Olvasókönyv a környezetvédelmi társadalmi mozgalmakról; szerk. Sólyom László, Szabó Máté; ELTE, Bp., 1988
- Georg Brunner–László Sólyom: Verfassungsgerichtsbarkeit in Ungarn. Analysen und Entscheidungssammlung 1990-1993; Nomos, Baden-Baden, 1995
- László Sólyom–Georg Brunner: Constitutional judiciary in a new democracy. The Hungarian Constitutional Court; előszó Stephen G. Breyer; University of Michigan Press, Ann Arbor, 2000
- Az alkotmánybíráskodás kezdetei Magyarországon; Osiris, Bp., 2001 (Osiris tankönyvek)
- Pártok és érdekszervezetek az Alkotmányban; Rejtjel, Bp., 2004
- Alkotmányértelmezés az új alkotmánybíróságok gyakorlatában; MTA, Bp., 2005 (Székfoglalók a Magyar Tudományos Akadémián)
- Köztársasági elnökök a lett-magyar kapcsolatokról; BDF Uralisztikai Tanszék, Szombathely, 2006 (Heuréka)
- Egy elnökség lenyomata. Válogatott beszédek és interjúk; Századvég, Bp., 2010
- Normahierarchia az Alkotmányban. Székfoglaló előadások a Magyar Tudományos Akadémián.  Budapest. 2014
- Documenta I. – Polgári jog; HVG-ORAC, Bp., 2019
- Documenta II. – Alkotmányjog; HVG-ORAC, Bp., 2019
- Documenta III. – Közélet; HVG-ORAC, Bp., 2019

### Főbb közlemények
- A társadalom részvétele a környezetvédelemben (Medvetánc, 1985/4-1986/1. 217-242. oldal)
- Mit szabad és mit nem? Capriccio polgári jogi témákra (Valóság, 1985/8. 12-24. oldal)
- Egy új szabadságjog: az információszabadság Valóság, 1988/9. 14-34. o.
- A jövő nemzedékek jogai és ezek képviselete a jelenben In: Jávor Benedek (szerk.): A jövő nemzedékek jogai. Bp., [Védegylet], 2000, 37-46. o. Acta Juridica Hungarica, 43, Nos 1-2 (2002) 135-143. o.
- The Role of Constitutional Courts in the Transition to Democracy, with special reference to Hungary International Sociology, March 2003, Vol.18(1), 137-165. o.
- Normahierarchia az alkotmányban (Közjogi Szemle 2014/7, 1-7. o.)
- The Rise and Decline of Constitutional Culture in Hungary (könyvfejezet, Hart Publishing, 2015, 5-31. o.)

### Fordításai
- Andrea Riccardi (szerk.): Ferenc pápa és az ő ideje. Bencés Kiadó, Pannonhalma, 2019[29][30]
- Waltraut Barnowski-Geiser: Anya, Apa, Pia. Magyar Máltai Szeretetszolgálat, Budapest, 2020
- Allan Heaton Anderson: Bevezetés a pünkösdizmushoz. Világméretű karizmatikus kereszténység. Bencés Kiadó, Pannonhalma, 2020

## További irodalom
- Életútinterjú Sólyom Lászlóval[halott link] – Századvég 31. szám[halott link], 2004/1.
- Még nem adtam fel – interjú (Index, 2007. december 4.)
- Publikációs lista a Magyar Tudományos Művek Tárában
- Viva vox iuris civilis. Tanulmányok Sólyom László tiszteletére 70. születésnapja alkalmából; szerk. Csehi Zoltán, Schanda Balázs, Sonnevend Pál; Szt. István Társulat, Bp., 2012 (Bibliotheca iuridica. Libri amicorum)
- Mérlegen az alaptörvény. Interjúkötet hazánk új alkotmányáról. Sólyom László, Trócsányi László, Jakab András, Tordai Csaba, Kukorelli István, Herbert Küpper, Patyi András, Tölgyessy Péter; szerk. Molnár Benedek, Németh Márton, Tóth Péter; HVG ORAC–Stádium Intézet, Bp., 2013
- Kontextus által világosan: a Sólyom-bíróság antiformalista elemzése; szerk. Győrfi Tamás, Kazai Viktor Zoltán, Orbán Endre; L'Harmattan, Bp., 2021

| Elődje: Mádl Ferenc | A Magyar Köztársaság köztársasági elnöke 2005–2010 | Utódja: Schmitt Pál |